# Cubofuturismo
O cubofuturismo foi um dos movimentos  russos, que misturou elementos cubistas e futuristas à pintura e poesia de tendência neoprimitivista  desenvolvidas na Rússia até 1912, por artistas ligados ao grupo "Hylaea", articulado pelos irmãos Burliuk, bem como ao Valete de Diamantes. O estilo prosperou como movimento na pintura até 1915 e na poesia até meados dos anos de 1920.

## Origens
Há controvérsia quanto ao primeiro uso do termo. Alguns afirmam que foi Kazimir Malevich quem primeiro o usou para suas próprias pinturas na exposição "Target" (Alvo), que aconteceu em Moscovo em 1913. Outros afirmam que foi o mesmo Malevich que o usou para "descrever os temas rurais de caráter primitivista, introduzidos por Natalia Goncharova, e tratados ao modo das primeiras obras “tubulares” de Léger", no ano de 1912.

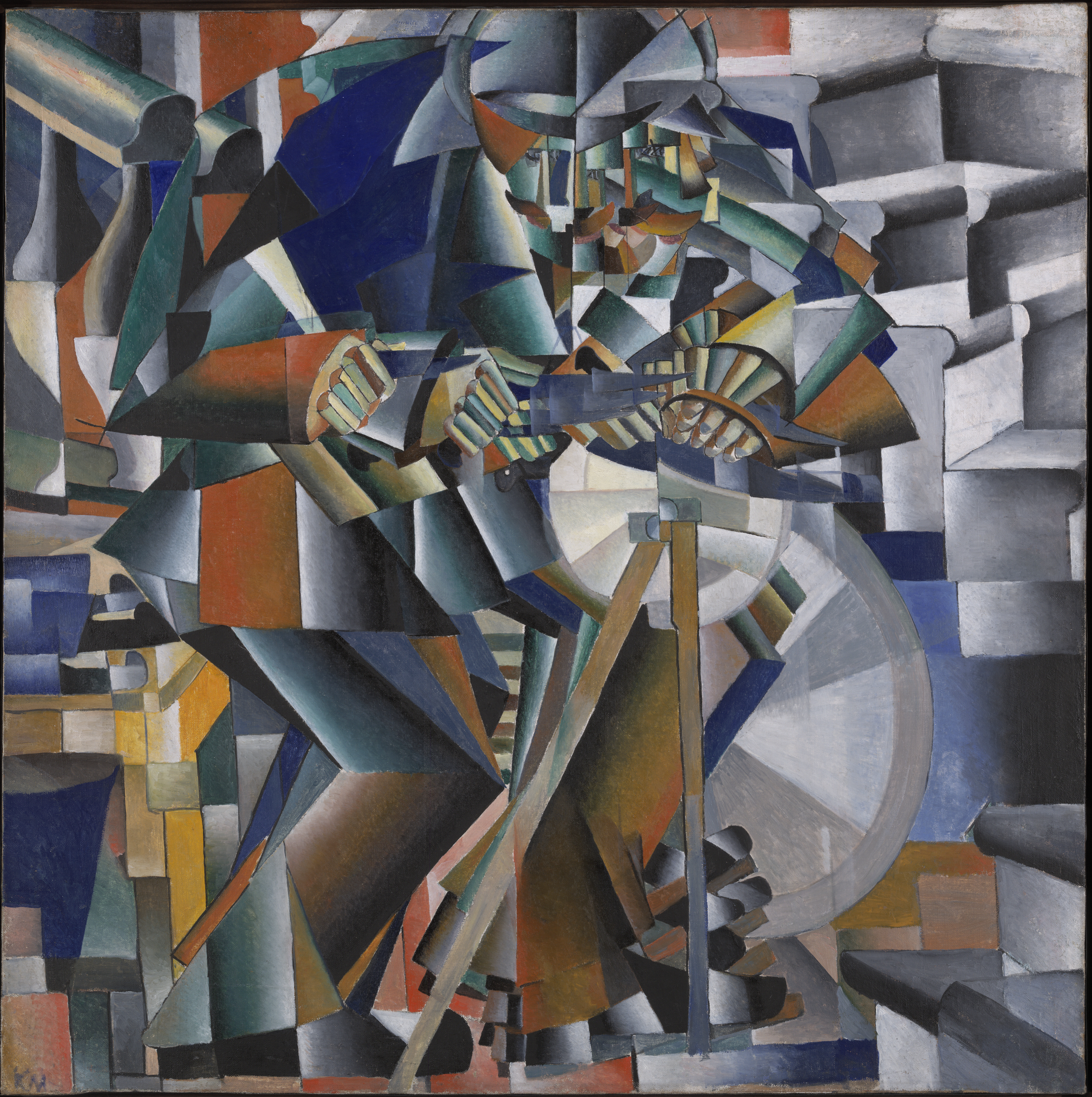
Kazimir Malevich, O amolador de facas, 1912-1913

Malevich desenvolveu o estilo muito cedo, isto é certo, o que é visto no seu O amolador de facas (assinado em 1912, embora pintado em 1913), mas depois o abandonou por uma forma  de arte não objetiva - o suprematismo.
Outros, muitos russos, inclusive, creditam o primeiro uso do termo ao clássico poeta e escritor de poesia infantil russo, também crítico literário, Korney Chukovsky, que ainda em 1913 chamou de "cubofuturistas" a um grupo de poetas de vanguarda do qual faziam parte Vladimir Mayakovsky e o pintor-poeta David Burliuk.
O fato é que todos estes artistas mantinham relações próximas, sendo o próprio Maiakovski pintor também. David Burliuk, principal articulador dos poetas cubofuturista, que apresenta características cubistas em seus quadros desde 1911, já expunha suas pinturas em conjunto com alguns dos pintores do futuro cubofuturismo desde 1908. Na mesma época, o poeta Velimir Khlebnikov já produzia poemas com as características que iriam definir tanto a poesia desta escola como a sua pintura.
No ano de 1912, é publicado "A bofetada no gosto público", manifesto do grupo de poetas e pintores então chamado de "Hylaea"  composto por Velimir Khlebnikov, Vladimir Maiakovski, Aleksei Kruchenykh e David Burliuk. Outros poetas vieram a fazer parte deste grupo, ou foram inluenciados por ele, inclusive poetas anteriores, como alguns dos maiores simbolistas russos. Boris Pasternak, conhecido na Rússia, sobretudo, como poeta, esteve próximo, sofrendo influência deste grupo em seus primeiros anos, até 1932, quando deixa de se declarar futurista.

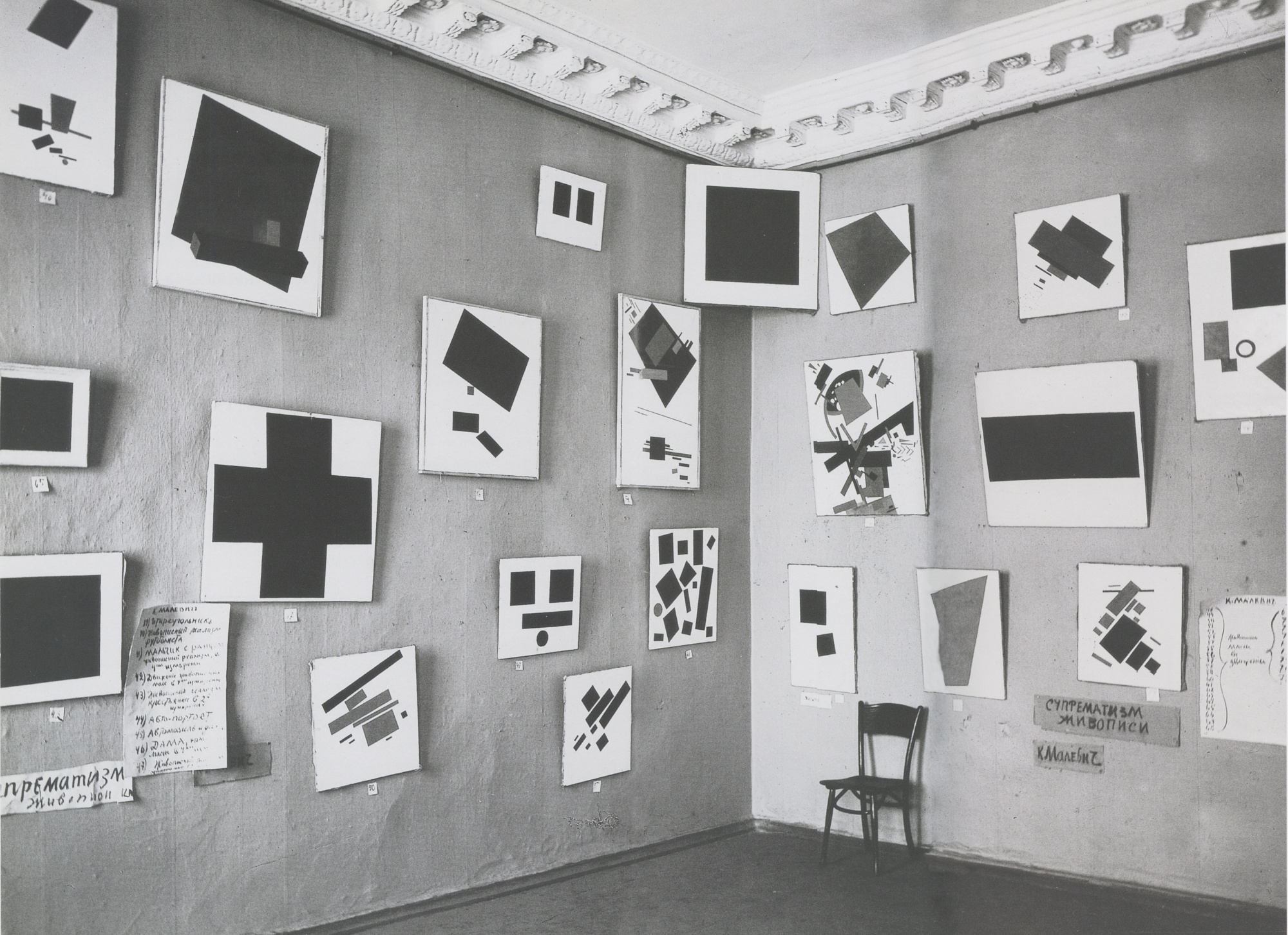
A Última Exposição Futurista de Pinturas 0,10, Petrogrado, 1915-1916.

Entre as primeiras mulheres pioneiras do cubofuturismo estão Elena Guro, Lyubov Popova, Aleksandra Ekster, Nadezhda Udaltsova e Olga Rozanova. Entre 1914 e 1916, as últimas quatro organizaram algumas das exposiçoes Valete de Diamantes em Moscou. Parte dessas artistas se reunirá com o grupo supremus (em russo: Супремус) de Kazimir Malevich junto ao Centro Popular da Vila de Verbovka, entre esses estavam, por exemplo, Aleksandra Ekster, Varvara Stepanova, Nina Genke-Meller, Nadezhda Udaltsova, Liubov Popova, Olga Rozanova, Ivan Puni, Ksenia Boguslavskaya e Ivan Kliun.
Entre 19 de dezembro de 1915 e 17 de janeiro de 1916, Malevich reune-se com um grupo de 13 artistas para realizar a famosa exibição A Última Exposição Futurista de Pinturas 0,10, na Galeria de Arte de Dobychina, campo de marte, em Petrogrado. Essa exibição funda o suprematismo.

## Características
O cubofuturismo, tanto plástico como literário, combina o uso cubista das formas com o interesse futurista pelo dinamismo, velocidade e inquietação da vida moderna, porém, em alguns aspectos superficiais. Inclui temas neoprimitivistas derivados da arte folclórica-popular e arte infantil.

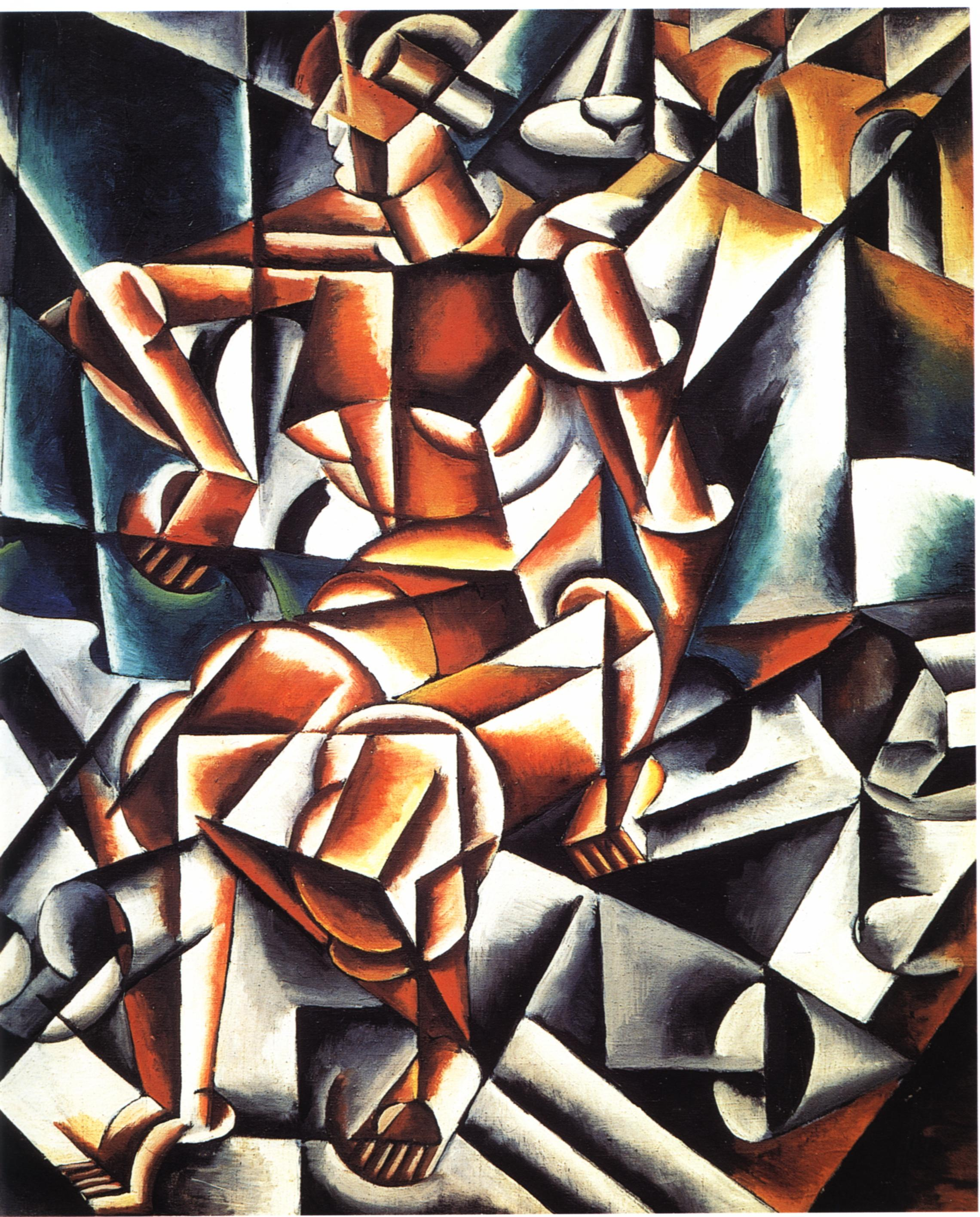
Lyubov Sergeyevna Popova, Homem+ar+espaço (em russo: Человек + воздух + пространство), 1912.

Na pintura, Larionov, Goncharova, Vladimir Burliuk (irmão de David Burliuk), Malevich e Tatlin propõem o retorno às formas de pintura tradicional Russa, os Ícones e a arte popular, uma releitura destas.
Quanto aos poetas, desevolveram uma obra onde o elemento futurista, ou meramente experimental, vinha, muitas vezes, impregnado de uma vivência rural, como é o caso de Khlebnikov e Kruchenykh. O essencial nestes dois poetas é o uso da linguagem transmental, criada pelo mestre dos poetas cubofuturistas, Khlebnikov, uma escrita que impregna de simbolismo fonético o poema, aludindo a elementos culturais folclóricos, poupulares, rurais, do insconsciente coletivo russo, mas também do insconsciente coletivo universal, bem como a elementos da moderna tecnologia industrial, no caso de Kruchenykh. O segundo dos dois poetas utiliza também o recurso visual e grafismos na poesia.
Vladimir Maiakovski assume mais claramente em seus primórdios a fragmentação e justaposição à moda cubista, usando uma técnica de montagem, e usando uma linguagem cotidiana urbana, tentando compor em palavras as imagens urbanas de forma dinâmica, em movimento, aproximando-se esteticamente ao que "Marinetti" apenas defendeu programaticamente.
Kamienski usa grafismos muito semelhantes aos usados pelos futuristas italianos, bem como uma linguagem popular.

## Outros nomes
Os principais seguidores do movimento nas artes plásticas,além dos citados, são considerados: Alexander Archipenko, Wladimir Baranoff-Rossiné,  Olga Rozanova, Alexander Bogomazov e Sonia Terk.
Na poesia, sem contar o grande número de poetas que sofreram
influência do movimento, como Pasternak, o simbolista Aleksander Blok e Nicolai Asseiev, há que se considerar a participante do grupo Hylaea, a pintora, poeta e criadora de romances curtos Elena Guro, morta ainda em 1913.